# 烏台詩案
烏台詩案（うだいしあん）は、北宋の蘇軾が湖州の知事に在任中の元豊2年（1079年）、その詩文が事実を枉げて朝廷の政を誹謗したとして、御史台の獄に下げられた筆禍事件を指す。また、伝存する御史台での調書を「烏台詩案」という。
烏台は、官吏を観察・弾劾する機構である御史台の別称で、『漢書』朱博傳第五十三に、御史台に柏の樹があり、数千羽の烏が住んでいたため「烏台」と称された、とある。

## 経緯
元豊2年（1079年）6月頃から、蘇軾は新法党を支持する政府長官らに、蘇軾の詩の一部が、政府を誹謗中傷する内容が含まれたものだと非難されていた。そして7月28日、汴京から湖州に乗り込んできた御史台の役人に逮捕される。100日の拘束の後、黄州（湖北省）に流され、五年間の流罪人生活を過ごすこととなる。これは、王安石らの新法党が蘇軾の属する旧法党を排除しようと企んだものであった。
この筆禍事件に対し、当時の役人たちが証拠としていた『蘇子瞻學士銭塘集』三巻は現存していないが、宋の朋九萬の『東坡烏臺詩案』や清の張鑑の『眉山詩案廣證』は現存しており、新法党を攻撃したとする詩文が採録されている。その詩文の内容として、以下の三種類に大きく分けることが出来る。
1. 原作と新法とは関係なく、完全な牽強附会、羅織誣告に属するもの
2. 原作に新法反対の内容を含み、かつ生活においての新法の弊害を反映したもの
3. 新法に反対する詩文の中に、蘇軾自身の政治思想の保守的側面を反映したもの

蘇軾は出獄した後の詩「十二月二十八日、恩を蒙りて検校水部員外郎・黄州団練副使を責授せらる。復た前韻を用ふ二首」の一首目、下二句で「此災何必深追咎、竊禄従来豈有因。（今回の災禍は深く追及する必要はないだろう、役人の世界では珍しいことではない。）」とつづっているが、蘇軾の人生に及ぼした影響は小さくないと想像される。